# هواسانگ ۱۴
کا ان ۱۴ جدیدترین موشک بالستیک ساخت کره شمالی  کره شمالی ادعا میکند این بزرگترین و دوربردترین موشک ساخت این کشور هست

## اولین ازمایش و مشخصات
این موشک از مقر آزمایشی پانگهیون، واقع در شمال غربی این کشور پرتاب شده است. با برد تخمینی ۷۰۰۰ کیلومتر، این موشک کل قاره آسیا را پوشش می‌دهد و می‌تواند به هر هدفی از هاوایی تا استرالیا، هند و اسکاندیناوی برسد.
کره شمالی ادعا کرده که این موشک به ارتفاع ۲۸۰۲ کیلومتری رسیده است. پس از پرواز در یک مسیر بالستیک با ارتفاع بسیار بالا، موشک حدود ۴۰ دقیقه پرواز کرده و سپس در دریای ژاپن، ۹۳۳ کیلومتر دورتر از محل پرتاب، سقوط کرده است. اگر این موشک با برد حداکثری آزمایش می‌شد، می‌توانست مسافت ۷۰۰۰ کیلومتری را بپیماید که با این برد می‌توان رسماً آن را اولین موشک قاره پیمای کره شمالی نامید (موشک‌های با برد بیش از ۵۵۰۰ کیلومتر، در دسته موشک‌های قاره پیما قرار می‌گیرند).
تحلیلگران بر این باورند که این احتمال، هر چند اندک، وجود دارد که موشک مورد آزمایش بتواند بمب هسته‌ای که کره شمالی قبلاً رونمایی کرده را نیز حمل کند